# Odorico Bueno de Rivera Filho
Odorico Bueno de Rivera Filho, mais conhecido por Bueno de Rivera (Santo Antônio do Monte, 3 de abril de 1911 — Belo Horizonte, 25 de junho de 1982) foi um radialista e poeta surrealista brasileiro.

## História
Odorico Bueno Filho, filho de Odorico Bueno e Maria Joana de Jesus, era descendente direto de Amador Bueno de Ribeira, O Aclamado. Fato que contribuiu para a escolha de seu nome artístico "Bueno de Rivera", se inspirando no 'De Ribeira' de Amador Bueno e de seu pai, o judeu Bartholomeu Bueno de Ribeira, O Sevilhano. Também era descendente direto do bandeirante Antônio Raposo Tavares.

Ainda moço, Rivera foi para Belo Horizonte onde trabalhou como tipógrafo durante muitos anos. Foi também microscopista do Serviço de Saúde, época que relembra em seu poema "O Microscópio". J. G. de Araújo Jorge o reputou ainda como "um dos mais famosos speakers de Minas", tendo trabalhado por muitos anos ao microfone da Rádio Mineira.
Em 1950, Rivera lançou o guia de ruas de Belo Horizonte que leva o seu nome. O "Guia Rivera" ainda é publicado até hoje.
Sua poesia se destaca ao lado da dos poetas João Cabral de Mello Neto e Wilson de Figueiredo que de resto, não fazem a poesia de pouca personalidade e fraca ressonância humana como a havida entre os poetas da sua geração.

## Obras
- Mundo Submerso (1944)
- Luz do Pântano (1948)
- Pasto de Pedra (1971)